# Tim Roemer
Timothy John Roemer, detto Tim (South Bend, 30 ottobre 1956), è un politico e diplomatico statunitense, membro della Camera dei Rappresentanti per lo stato dell'Indiana dal 1991 al 2003 e ambasciatore statunitense in India tra il 2009 e il 2011.

## Biografia
Dopo gli studi all'Università della California, San Diego e all'Università di Notre Dame, Roemer intraprese l'attività politica con il Partito Democratico, collaborando con alcuni parlamentari come il deputato John Brademas e il senatore dell'Arizona Dennis DeConcini.
Nel 1990 si candidò alla Camera dei Rappresentanti e venne eletto. Durante la permanenza al Congresso votò a favore del GATT e dell'AGOA, opponendosi invece al NAFTA. Fu uno dei primi a proporre la creazione di un Dipartimento della Sicurezza Interna e venne scelto per far parte della 9/11 Commission.
Nel 2003 lasciò il seggio alla Camera dopo aver rinunciato a chiedere un altro mandato. In seguito ebbe una carriera da diplomatico e nel 2009 il Presidente Barack Obama lo nominò ambasciatore statunitense in India. Roemer mantenne l'incarico per due anni e poi rassegnò le dimissioni per motivi personali.
Tim Roemer è sposato dal 1989 con Sally Johnston, figlia dell'ex senatore democratico J. Bennett Johnston, e con lei ha avuto quattro figli.